# Município de Liberty (condado de Darke, Ohio)
O município de Liberty (em inglês: Liberty Township) é um município localizado no condado de Darke no estado estadounidense de Ohio. No ano de 2010 tinha uma população de 1.071 habitantes e uma densidade populacional de 12,43 pessoas por km².

## Geografia
O município de Liberty encontra-se localizado nas coordenadas 40° 02′ 29″ N, 84° 46′ 11″ O. Segundo a Departamento do Censo dos Estados Unidos, o município tem uma superfície total de 86.18 km², da qual 85,96 km² correspondem a terra firme e (0,26 %) 0,22 km² é água.

## Demografia
Segundo o censo de 2010, tinha 1.071 habitantes residindo no município de Liberty. A densidade populacional era de 12,43 hab./km². Dos 1.071 habitantes, o município de Liberty estava composto pelo 95,33 % brancos, o 2,71 % eram afroamericanos, o 0,56 % eram asiáticos, o 0,19 % eram de outras raças e o 1,21 % eram de uma mistura de raças. Do total da população o 0,09 % eram hispanos ou latinos de qualquer raça.